# Ranunculus munroanus
Ranunculus munroanus là một loài thực vật có hoa trong họ Mao lương. Loài này được J.R. Drumm. ex Dunn miêu tả khoa học đầu tiên năm 1925.